# Wilhelm VII. von Angelach-Angelach
Wilhelm VII. von Angelach-Angelach († vor 1536) war ein Reichsritter aus dem Geschlecht der Herren von Angelach. Er war kurpfälzischer Amtmann auf dem Steinsberg.

## Familie
Wilhelm VII. war der Sohn von Wilhelm IV. von Angelach-Angelach († 1458) und der Ennel von Helmstatt. Er war in zweiter Ehe verheiratet mit Apollonia von Uben, die Witwe des Hans von Stetenberg. Aus dieser Ehe entstammt der Sohn Wilhelm VIII.

## Leben
Wilhelm VII. belagerte 1471 mit dem Kurfürsten Friedrich dem Siegreichen von der Pfalz die Stadt Wachenheim und wird 1477 als Kurpfälzischer Diener auf 10 Jahre angenommen. Von 1504 bis 1509 wird er als Vogt auf dem Steinsberg bei Sinsheim genannt und kämpft auch beim Landshuter Erbfolgekrieg mit. Für 1517 ist die Bestätigung der Immatrikulation in die Kraichgauer Ritterschaft überliefert und 1521/25 Besitz bei Gemmingen.